# Route 11 (Nouveau-Brunswick)
Pour les articles homonymes, voir Route 11.

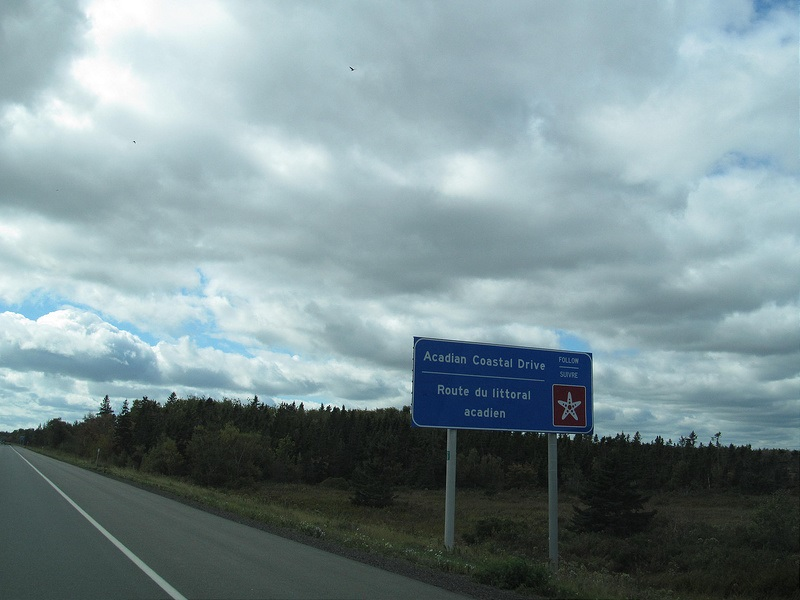
Route du littoral acadien.

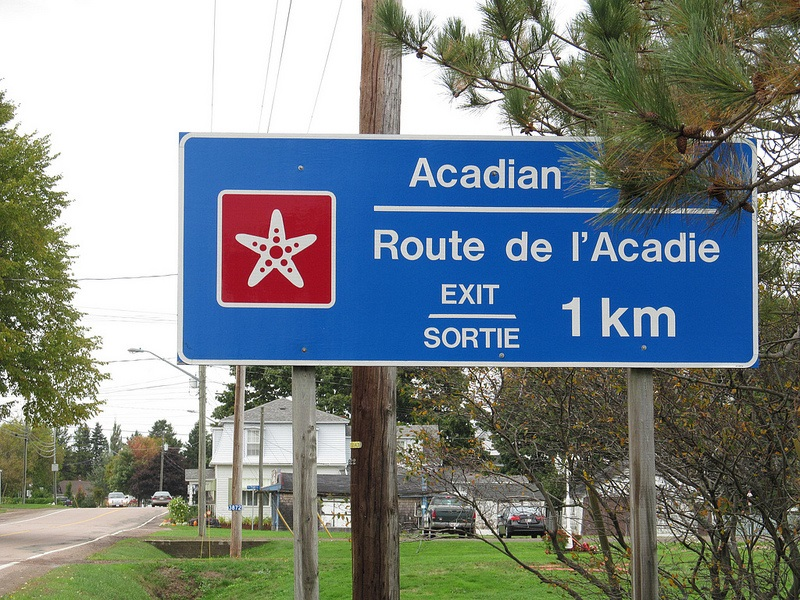
La route de l'Acadie.

La route 11 est la deuxième plus longue route provinciale au Nouveau-Brunswick avec une longueur de 440,4 km (273,7 mi). Elle est majoritairement une autoroute à accès limité à deux voies. Son tracé sert principalement à relier la côte est et le nord de la province. Elle est surnommée la Route du littoral acadien et dessert notamment les villes et villages acadiens du Nouveau-Brunswick.

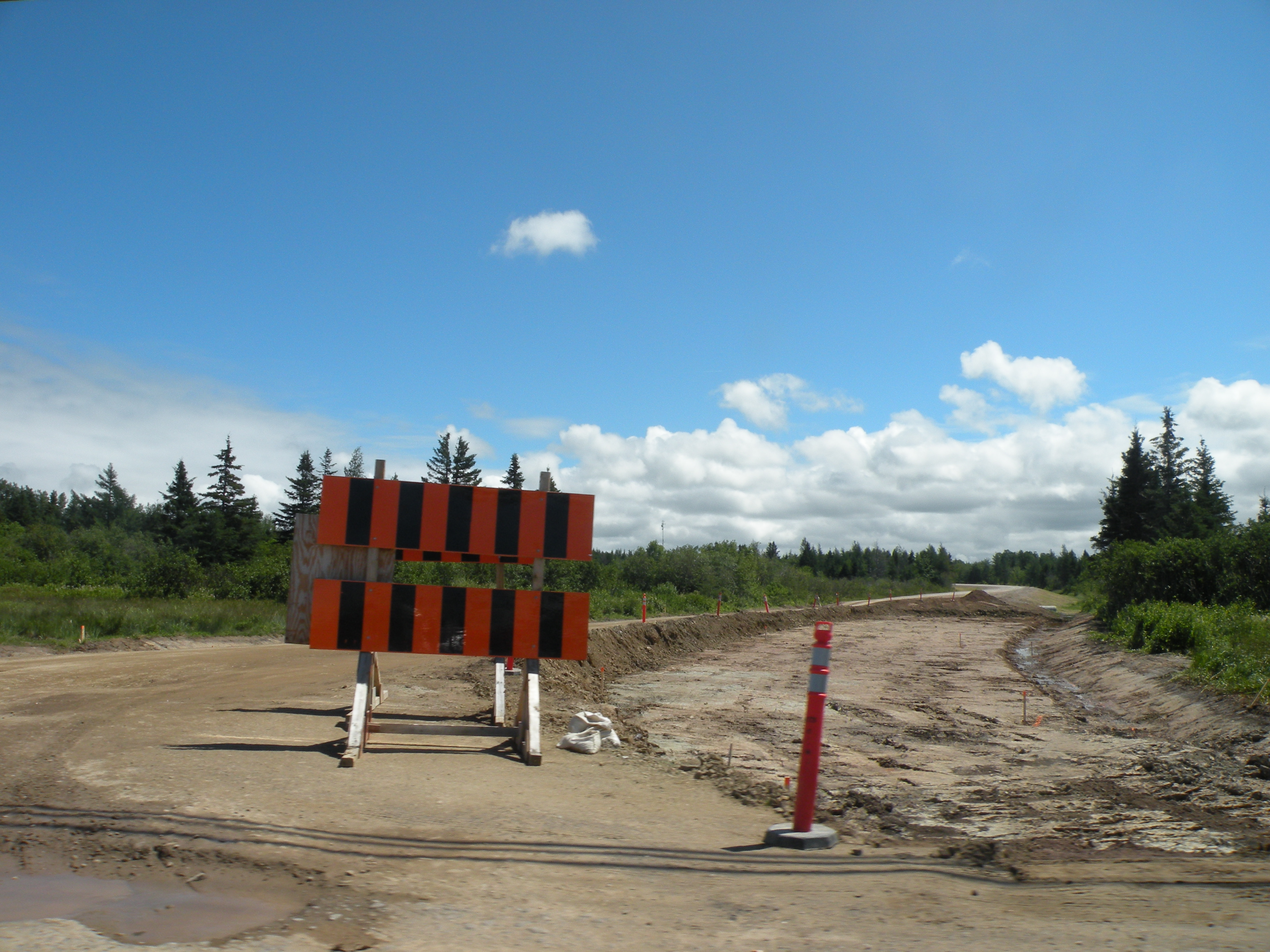
Construction d'une bretelle d'accès de la route 11 à Caraquet.

## Description du tracé

### De Shédiac à Saint-Louis de Kent
La route 11 débute à l'échangeur avec la route 15 à Shédiac, dans le sud-est du Nouveau-Brunswick. et passe par la côte est de la province et dessert des municipalités acadiennes. Dans cette région, la route passe par des marais et des baies creuses, comme la baie de la rivière Cocagne à Cocagne, McKees Mills, la baie de Bouctouche, la baie de Richibouctou et finalement la baie de Saint-Louis de Kent. Cette section est à accès limité et il existe une route à voies séparées de près de 5 km (3,1 mi) entre Shédiac et Pont-de-Shédiac.

### De Saint-Louis de Kent à Miramichi
Dans cette région, la route 11 perd son statut d'autoroute pour devenir une route rurale. Elle passe principalement dans une forêt et traverse quelques petits villages comme St. Margarets et Kouchibouguac. Elle atteint ensuite Miramichi, passant près de l'aéroport. Elle rejoint la route 8 à la voie d'évitement de la ville. Par la suite, la route 8 se dissocie de la route 11 et devient autonome en allant directement vers Bathurst, tandis que la route 11 passe par la Péninsule acadienne pour également atteindre Bathurst.

### De Miramichi à Bathurst via la Péninsule acadienne
Dans cette région, la route 11 passe par plusieurs municipalités acadiennes. Elle traverse une région au relief relativement plat. L'océan et la baie des Chaleurs peuvent être aperçus sur certains segments de cette route. La route 11 passe par Néguac, Tracadie-Sheila, Caraquet et Grande-Anse. La route 11 passe ensuite par des communautés bordant sur la Baie des Chaleurs où elle deviendra la voie d'évitement de Bathurst pour y rejoindre la route 8.

### De Bathurst à Glencoe
Cette section de la route passe par un terrain plus valonneux à mesure que la route progresse vers le nord-ouest. À partir de Dalhousie, la route 11 rencontre les Appalaches jusqu'à sa fin, d'où il est possible d'apercevoir la ville de Campbellton et la Baie des Chaleurs. Ce segment est construit en autoroute à deux voies à accès limité. Entre Bathurst et Campbellton, elle n'aura que des échangeurs. La route 11 rejoint la route 17 à Glencoe, à l'ouest de Campbellton.

### De Tide Head à la frontière du Québec
Cette section est brève mais n'est plus à accès limité. Dans cette section, la route longe la rivière Ristigouche et se termine au pont Matapédia, lequel mène à la Route 132 située tout près.

## Histoire
Inaugurée dans les années 1920, la route 11 suit le même tracé qu'à l'origine, sauf que celle-ci fut déplacée de quelques kilomètres pour créer une autoroute à accès limité à certains endroits. L'ancienne section est aujourd'hui numérotée comme route 134, à l'exception de la région d'Allardville et de la Péninsule acadienne, où la route 134 suit l'ancien tracé de la route 8.
Dans les années 1970, le gouvernement provincial a décidé de transformer certaines sections de cette route en autoroute à deux voie. Les travaux ont d'abord débuté pour l'évitement des villes comme Miramichi, Bathurst, Dalhousie et Campbellton, mais certaines sections ont été ajoutées au cours des années 1980 et 1990. Cependant, la Péninsule acadienne fut mise à part dans ce projet, sauf pour la voie d'évitement de Tracadie-Sheila, ouverte en 2003.

### Réalignements et améliorations
Depuis les années 1960, la route 11 connut beaucoup de progrès, alors que de nouvelles sections de la route ouvrirent en tant que Super 2 notamment (autoroute à deux voies non séparées avec échangeurs). Le plus grand changement ayant été effectué sur le tracé de la route 11 le long de la côte nord-est du Nouveau-Brunswick fut notamment la construction du pont Centennial en 1967, éliminant ainsi un service de traversier sur la rivière Miramichi. De plus, ce pont permit la construction de la voie de contournement du secteur Chatham de Miramichi.

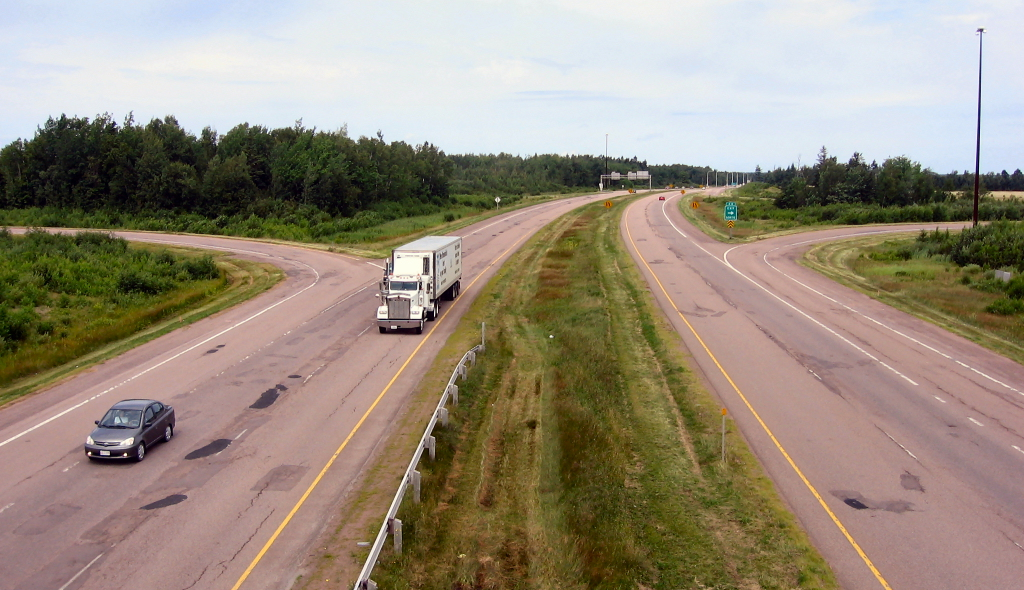
La route 11 près de Shédiac et de son terminus sud sur la route 15, alors qu'elle est une autoroute à quatre voies séparées.

En 1972, une nouvelle autoroute à 4 voies fut construite entre Moncton et Shédiac, nommée Shediac Four Line ou Shediac Expressway (cette section fut ensuite transférée à la route 15, nommée officiellement Veteran's Memorial Highway). Avant la construction de cette route, la route 11 suivait le chemin Shédiac (actuelle route 132), puis son terminus était à la sortie 465 actuelle de la route 2, la Route Transcanadienne. Depuis, le terminus sud de la route fut déplacé vers l'est, à son échangeur avec la route 15 à Shédiac. Durant les années 1970, les sections entre Shédiac et Bouctouche, à Bathurst et dans la région de Campbellton et de Dalhousie furent réaménagés en autoroute à deux voies à accès limité (Super 2). Durant les années 1980 et le début des années 1990, deux longues sections de la route furent également transformées en autoroute à deux voies à accès limité. Il y avait une section de 45 km (28 mi) entre Bouctouche et Kouchibouguac, puis une section entre Bathurst et Dalhousie de 60 km (37,3 mi), reliant ainsi les deux anciennes sections de Super 2. De plus, la voie d'évitement de Bathurst fut étendue de quelques kilomètres vers l'est, jusqu'à Salmon Beach, dans l'est de la ville. De plus, entre 2002 et 2009, une autre voie d'évitement fut construite entre Tracadie-Sheila et Six Roads (près de Pokemouche), améliorant ainsi la circulation dans la ville. Un projet de construction de la route 11 en autoroute à quatre voies séparées entre Shediac Bridge et Miramichi est en vigueur, mais d'autres projets de constructions d'autoroutes sont en cours, notamment la route 8 entre Fredericton et Miramichi, puis la route 7 entre Grand Bay et Oromocto.
Les travaux de la voie de contournement de la route 11 à Caraquet commencent en 2012 ; celle-ci doit relier en 2017 Bertrand à la rue du Portage, au coût estimé de 45 millions $ CAD.

## Intersections majeures
| Comté                                                           | Ville                                             | km                                       | Sortie                                             | Destinations                                                                             | Notes                                                                                 |
| --------------------------------------------------------------- | ------------------------------------------------- | ---------------------------------------- | -------------------------------------------------- | ---------------------------------------------------------------------------------------- | ------------------------------------------------------------------------------------- |
| Westmorland                                                     | Dieppe                                            | 0,00                                     | —                                                  | NB-15 ouest – Dieppe, Moncton, Aéroport international Roméo LeBlanc                      | Terminus sud du multiplex avec la NB-15; numéros de sorties de la NB-15               |
| Westmorland                                                     | Dieppe                                            | 0,00                                     | 19                                                 | NB-2 – Sackville, Nouvelle-Écosse, Saint-Jean, Fredericton                               | Indiqué sortie 19A (est) et 19B (ouest); sortie 467 de la NB-2                        |
| Westmorland                                                     | Scoudouc                                          | 7,30                                     |                                                    | Promenade Industrielle                                                                   |                                                                                       |
| Westmorland                                                     | Shédiac                                           | 11,60                                    |                                                    | NB-15 est – Strait Shores, Île-du-Prince-Édouard                                         | Sortie direction nord, entrée direction sud; terminus nord du multiplex avec la NB-15 |
| Westmorland                                                     | Shédiac                                           | 12,50                                    | 1                                                  | Vers NB-132 / NB-133 / NB-15 est – Shédiac, Scoudouc                                     | Accès à la NB-11 nord depuis la NB-15 ouest et à la NB-15 est depuis la NB-11 sud     |
| Westmorland                                                     |                                                   | 14,00                                    | 2                                                  | NB-134 – Lakeville, Shediac Cape                                                         |                                                                                       |
| Westmorland                                                     | Shédiac Bridge                                    | 18,40                                    | Traverse la rivière Shédiac                        | Traverse la rivière Shédiac                                                              | Traverse la rivière Shédiac                                                           |
| Westmorland                                                     | Shédiac Bridge                                    | 19,40                                    | 7                                                  | Vers NB-134 / NB-530 – Shédiac Bridge, Grande-Digue                                      |                                                                                       |
| Kent                                                            | Cocagne                                           | 25,70                                    | 13                                                 | Chemin Cocagne sud vers NB-134 / NB-530                                                  | Sortie direction sud, entrée direction nord                                           |
| Kent                                                            | Cocagne                                           | 26,00                                    | Traverse la rivière Cocagne                        | Traverse la rivière Cocagne                                                              | Traverse la rivière Cocagne                                                           |
| Kent                                                            | Cocagne                                           | 27,20                                    | 15                                                 | NB-535 vers NB-134 – Cocagne, Notre-Dame, Champdoré                                      |                                                                                       |
| Kent                                                            |                                                   | 38,80                                    | 27                                                 | NB-115 vers NB-134 / NB-530 – McKees Mills, Saint-Thomas                                 |                                                                                       |
| Kent                                                            |                                                   | 39,50                                    | Traverse la rivière Little Bouctouche              | Traverse la rivière Little Bouctouche                                                    | Traverse la rivière Little Bouctouche                                                 |
| Kent                                                            | Bouctouche                                        | 40,20                                    | 29                                                 | Chemin Sheridan                                                                          |                                                                                       |
| Kent                                                            | Bouctouche                                        | 43,60                                    | Traverse la rivière Bouctouche                     | Traverse la rivière Bouctouche                                                           | Traverse la rivière Bouctouche                                                        |
| Kent                                                            | Bouctouche                                        | 44,10                                    | 32                                                 | NB-515 (Boulevard Irving) vers NB-134 – Bouctouche, Sainte-Marie                         | Indiqué sortie 32A (est) et 32B (ouest)                                               |
| Kent                                                            |                                                   | 47,20                                    | 36                                                 | NB-134 – Saint-Maurice, MacIntosh Hill                                                   |                                                                                       |
| Kent                                                            | Sainte-Anne-de-Kent                               | 53,10                                    | 42                                                 | Vers NB-134 / NB-475 / NB-505 – Sainte-Anne, South Branch                                |                                                                                       |
| Kent                                                            | Five Rivers                                       | 64,10                                    | 53                                                 | NB-134 vers NB-116 / NB-505 – Five Rivers, Richibouctou, Elsipogtog                      |                                                                                       |
| Kent                                                            | Five Rivers                                       | 66,60                                    | Traverse la rivière Richibouctou                   | Traverse la rivière Richibouctou                                                         | Traverse la rivière Richibouctou                                                      |
| Kent                                                            | Richibouctou                                      | 67,90                                    | 57                                                 | NB-134 – Richibouctou, Five Rivers                                                       |                                                                                       |
| Kent                                                            | Saint-Charles                                     | 74,70                                    | 64                                                 | Saint-Charles, Aldouane                                                                  |                                                                                       |
| Kent                                                            | Saint-Louis-de-Kent                               | 80,00                                    | 69                                                 | Saint-Louis, Saint-Ignace                                                                |                                                                                       |
| Kent                                                            | Saint-Louis-de-Kent                               | 80,70                                    | Traverse la rivière Kouchibouguacis                | Traverse la rivière Kouchibouguacis                                                      | Traverse la rivière Kouchibouguacis                                                   |
| Kent                                                            |                                                   | 85,70                                    | 75                                                 | NB-117 nord / NB-480 ouest – Acadieville, Parc national de Kouchibouguac, Pointe-Sapin   | Terminus sud de la NB-117; terminus est de la NB-480                                  |
| Kent                                                            |                                                   | Terminus nord de la section autoroutière |                                                    |                                                                                          |                                                                                       |
| Kent                                                            | Kouchibouguac                                     | 88,40                                    |                                                    | NB-134 sud – Saint-Louis-de-Kent                                                         | Terminus nord de la NB-134                                                            |
| Northumberland                                                  | St. Margarets                                     | 106,90                                   |                                                    | NB-440 ouest – Nouvelle-Arcadie                                                          | Terminus est de la NB-440                                                             |
| Northumberland                                                  | Black River                                       | 118,80                                   |                                                    | Chemin S. Black River vers NB-117 – Baie-Sainte-Anne                                     |                                                                                       |
| Northumberland                                                  | Miramichi                                         | 130,10                                   | Terminus sud de la section autoroutière            | Terminus sud de la section autoroutière                                                  | Terminus sud de la section autoroutière                                               |
| Northumberland                                                  | Miramichi                                         | 131,10                                   | 119                                                | NB-8 sud – Aéroport de Miramichi, Fredericton NB-117 sud (Avenue University) vers NB-126 | Terminus sud du multiplex avec la NB-8; terminus nord de la NB-117                    |
| Northumberland                                                  | Miramichi                                         | 132,30                                   | 120                                                | Rue Church                                                                               |                                                                                       |
| Northumberland                                                  | Miramichi                                         | 132,40                                   | Traverse la rivière Miramichi                      | Traverse la rivière Miramichi                                                            | Traverse la rivière Miramichi                                                         |
| Northumberland                                                  | Miramichi                                         | 133,60                                   | 179                                                | Route King George                                                                        | Terminus nord du multiplex avec la NB-8                                               |
| Northumberland                                                  | Miramichi                                         | 133,60                                   | 179                                                | NB-8 nord – Bathurst                                                                     | Terminus nord du multiplex avec la NB-8                                               |
| Northumberland                                                  | Miramichi                                         | 133,60                                   | Terminus nord de la section autoroutière           |                                                                                          |                                                                                       |
| Northumberland                                                  | Bartibog Bridge                                   | 150,00                                   | Traverse la rivière Bartibog                       | Traverse la rivière Bartibog                                                             | Traverse la rivière Bartibog                                                          |
| Northumberland                                                  | Village-Saint-Laurent                             | 166,70                                   |                                                    | NB-450 nord – Lagacéville                                                                | Terminus sud de la NB-450                                                             |
| Northumberland                                                  | Néguac                                            | 174,70                                   |                                                    | NB-455 est (Rue Fairisle)                                                                | Terminus ouest de la NB-455                                                           |
| Northumberland                                                  | Néguac                                            | 176,90                                   |                                                    | NB-460 nord (Rue Stymiest)                                                               | Terminus sud de la NB-460                                                             |
| Northumberland                                                  | Tabusintac                                        | 183,50                                   |                                                    | NB-445 ouest (Chemin Grattan)                                                            | Terminus est de la NB-445                                                             |
| Northumberland                                                  | Tabusintac                                        | 185,50                                   | Traverse la rivière Tabusintac                     | Traverse la rivière Tabusintac                                                           | Traverse la rivière Tabusintac                                                        |
| Northumberland                                                  |                                                   | 186,80                                   |                                                    | NB-460 sud                                                                               | Terminus nord de la NB-460                                                            |
| Northumberland                                                  | Rivière-du-Portage                                | 197,10                                   |                                                    | NB-370 nord (Chemin Rivière-du-Portage)                                                  | Terminus sud de la NB-370                                                             |
| Gloucester                                                      | Tracadie-Sheila                                   | 203,10                                   | Traverse la rivière Tracadie                       | Traverse la rivière Tracadie                                                             | Traverse la rivière Tracadie                                                          |
| Gloucester                                                      | Tracadie-Sheila                                   | Terminus sud de la section autoroutière  |                                                    |                                                                                          |                                                                                       |
| Gloucester                                                      | Tracadie-Sheila                                   | 204,30                                   | 192                                                | NB-370 sud (Chemin Pointe-des-Feruson) – Point-Lachance                                  | Terminus nord de la NB-370                                                            |
| Gloucester                                                      | Tracadie-Sheila                                   | 205,70                                   | 194                                                | Rue Principale                                                                           |                                                                                       |
| Gloucester                                                      | Tracadie-Sheila                                   | 208,50                                   | 198                                                | Rue Rivière-à-la-Truite                                                                  |                                                                                       |
| Gloucester                                                      | Tracadie-Sheila                                   | 210,40                                   | Traverse la rivière Little Tracadie                | Traverse la rivière Little Tracadie                                                      | Traverse la rivière Little Tracadie                                                   |
| Gloucester                                                      | Tracadie-Sheila                                   | 213,40                                   | 203                                                | NB-150 nord (Rue Principale) vers NB-160 – Hautes-Terres                                 | Terminus sud de la NB-150                                                             |
| Gloucester                                                      | Tracadie-Sheila                                   | Terminus nord de la section autoroutière |                                                    |                                                                                          |                                                                                       |
| Gloucester                                                      | Six Roads                                         | 220,80                                   |                                                    | NB-150 sud                                                                               | Terminus nord de la NB-150                                                            |
| Gloucester                                                      | Six Roads                                         | 222,10                                   |                                                    | NB-355 ouest – Sainte-Rose                                                               | Terminus est de la NB-355                                                             |
| Gloucester                                                      | Pokemouche                                        | 227,60                                   | Traverse la rivière Pokemouche                     | Traverse la rivière Pokemouche                                                           | Traverse la rivière Pokemouche                                                        |
| Gloucester                                                      | Pokemouche                                        | 228,30                                   | 217                                                | NB-113 nord – Shippagan, Lamèque NB-350 ouest – Paquetville                              | Terminus sud de la NB-113; terminus est de la NB-350; intersection à niveau           |
| Gloucester                                                      |                                                   | 231,70                                   |                                                    | NB-345 est vers NB-335 – Évangéline, Saint-Simon                                         | Terminus ouest de la NB-345                                                           |
| Gloucester                                                      | Caraquet                                          | 239,00                                   |                                                    | Rue du Portage vers NB-145 – Bas-Caraquet, Caraquet                                      |                                                                                       |
| Gloucester                                                      | Caraquet                                          | 244,20                                   | 234                                                | Chemin Alexis vers NB-145                                                                | Échangeur                                                                             |
| Gloucester                                                      | Bertrand                                          | 251,90                                   |                                                    | NB-145 nord – Caraquet NB-325 sud – Hautes-Terres                                        | Terminus sud de la NB-145; terminus nord de la NB-325; carrefour giratoire            |
| Gloucester                                                      |                                                   | 257,60                                   |                                                    | NB-303 est – Maisonnette                                                                 | Terminus ouest de la NB-303                                                           |
| Gloucester                                                      |                                                   | 261,10                                   |                                                    | NB-320 est – Anse-Bleue                                                                  | Terminus ouest de la NB-320                                                           |
| Gloucester                                                      | Grande-Anse                                       | 265,20                                   |                                                    | NB-330 sud – Saint-Léolin                                                                | Terminus nord de la NB-330                                                            |
| Gloucester                                                      | Pokeshaw                                          | 272,10                                   |                                                    | NB-135 sud – Hautes-Terres, Saint-Léolin                                                 | Terminus nord de la NB-330                                                            |
| Gloucester                                                      | Janeville                                         | 290,30                                   |                                                    | NB-340 sud – Notre-Dame-des-Érables                                                      | Terminus nord de la NB-340                                                            |
| Gloucester                                                      |                                                   | Terminus sud de la section autoroutière  |                                                    |                                                                                          |                                                                                       |
| Gloucester                                                      | Bathurst                                          | 310,10                                   | 300                                                | NB-134 (Avenue Miramichi) – Allardville                                                  | Indiqué sortie 300A (nord) et 300B (sud)                                              |
| Gloucester                                                      | Bathurst                                          | 310,50                                   | 301                                                | NB-8 sud – Miramichi                                                                     | Terminus nord de la NB-8                                                              |
| Gloucester                                                      | Bathurst                                          | 312,90                                   | Traverse la rivière Népisiguit                     | Traverse la rivière Népisiguit                                                           | Traverse la rivière Népisiguit                                                        |
| Gloucester                                                      | Bathurst                                          | 313,30                                   | 304                                                | NB-430 (Avenue King)                                                                     |                                                                                       |
| Gloucester                                                      | Bathurst                                          | 318,50                                   | 308                                                | Rue Sainte-Anne                                                                          |                                                                                       |
| Gloucester                                                      | Bathurst                                          | 320,00                                   | 310                                                | NB-180 (Boulevard Vanier) vers NB-134 – Aéroport de Bathurst, Tétagouche-Sud             |                                                                                       |
| Gloucester                                                      | Bathurst                                          | 320,90                                   | 311                                                | NB-315 (Promenade Sunset) – Tétagouche-Nord                                              |                                                                                       |
| Gloucester                                                      | Beresford                                         | 328,00                                   | 318                                                | Vers NB-134 – Beresford, Robertville                                                     |                                                                                       |
| Gloucester                                                      | Nigadoo                                           | 331,20                                   | 321                                                | Vers NB-134 / NB-315 – Nigadoo, Nicholas-Denys                                           |                                                                                       |
| Gloucester                                                      | LaPlante                                          | 336,00                                   | 326                                                | NB-315 vers NB-134 – LaPlante, Petit-Rocher                                              |                                                                                       |
| Gloucester                                                      |                                                   | 342,50                                   | 333                                                | Vers NB-134 – Madran, Pointe-Verte                                                       |                                                                                       |
| Gloucester                                                      | Belledune                                         | 349,40                                   | 344                                                | Chemin Turgeon vers NB-134 – Belledune                                                   |                                                                                       |
| Restigouche                                                     | Belledune                                         | 360,40                                   | 351                                                | Promenade Jacquet River vers NB-134                                                      |                                                                                       |
| Restigouche                                                     | Nash Creek                                        | 366,90                                   | 357                                                | Vers NB-134 – Nash Creek, Lorne                                                          |                                                                                       |
| Restigouche                                                     | Charlo                                            | 385,30                                   | 375                                                | Vers NB-134 – Charlo                                                                     |                                                                                       |
| Restigouche                                                     | Charlo                                            | 389,60                                   | 385                                                | Vers NB-134 – Charlo, Aéroport de Charlo, Balmoral                                       |                                                                                       |
| Restigouche                                                     |                                                   | 392,20                                   | 388                                                | NB-280 vers NB-134 – Dundee, McLeods                                                     |                                                                                       |
| Restigouche                                                     | Dalhousie                                         | 395,90                                   | 391                                                | NB-275 vers NB-134 – Dalhousie, Eel River Bar, Eel River Crossing                        |                                                                                       |
| Restigouche                                                     | Dalhousie Junction                                | 401,50                                   | 397                                                | Vers NB-134 – Dalhousie Junction, Pointe-la-Nim                                          |                                                                                       |
| Restigouche                                                     |                                                   | 407,40                                   | 403                                                | NB-280 vers NB-134 – Dundee, McLeods                                                     |                                                                                       |
| Restigouche                                                     | Campbellton                                       | 416,40                                   | 412                                                | Vers NB-134 / R-132 – Campbellton, Pointe-à-la-Croix, Qc                                 |                                                                                       |
| Restigouche                                                     | Atholville                                        | 419,40                                   | 415                                                | Vers NB-134 – Atholville, Campbellton                                                    |                                                                                       |
| Restigouche                                                     | Glencoe                                           |                                          | Terminus nord de la section autoroutière           | Terminus nord de la section autoroutière                                                 | Terminus nord de la section autoroutière                                              |
| Restigouche                                                     | Glencoe                                           | 426,90                                   |                                                    | NB-17 sud – Saint-Léonard                                                                | Terminus nord de la NB-17                                                             |
| Restigouche                                                     | Tide Head                                         | 430,10                                   |                                                    | NB-134 sud – Atholville                                                                  | Terminus nord de la NB-134                                                            |
| Frontière entre le Nouveau-Brunswick et le Québec               | Frontière entre le Nouveau-Brunswick et le Québec | 440,40                                   | Pont Matapédia au-dessus de la rivière Ristigouche | Pont Matapédia au-dessus de la rivière Ristigouche                                       | Pont Matapédia au-dessus de la rivière Ristigouche                                    |
| Gaspésie–Îles-de-la-Madeleine                                   | Matapédia (QC)                                    | 441,50                                   |                                                    | R-132 – Amqui, Matapédia, Gaspé, Pointe-à-la-Croix                                       |                                                                                       |
| - Terminus de multiplex - Accès incomplet - Transition de route |                                                   |                                          |                                                    |                                                                                          |                                                                                       |